# Esmee Visserová
Esmee Visserová (* 27. ledna 1996 Leiden) je nizozemská rychlobruslařka.
Od roku 2014 se účastnila Světového poháru juniorů, v seniorském Světovém poháru debutovala roku 2017. Na Mistrovství Evropy 2018 vyhrála závod na 3000 m. Zúčastnila se Zimních olympijských her 2018, kde v závodě na 5000 m získala zlatou medaili. Z Mistrovství světa na jednotlivých tratích 2019 si přivezla stříbro z pětikilometrové distance. Na ME 2020 obhájila titul v závodě na 3000 m a na MS 2020 si na trati 5 km dobruslila pro bronzovou medaili.